# Jeff Olson (sciatore)
Jeffrey Allen Olson, detto Jeff (Missoula, 16 gennaio 1966), è un ex sciatore alpino statunitense.

## Biografia

### Carriera sciistica
Olson, specialista delle prove veloci originario di Bozeman, debuttò in campo internazionale in occasione dei Mondiali juniores di Sugarloaf 1984; in Coppa del Mondo ottenne il primo piazzamento il 28 febbraio 1987 a Furano in discesa libera (14º) conquistò il miglior risultato il 24 gennaio 1988 a Leukerbad nella medesima specialità (11º). Nello stesso anno debuttò ai Giochi olimpici invernali (a Calgary 1988 si classificò 28º nella discesa libera, 24º nel supergigante e non completò la combinata) e bissò il suo miglior piazzamento in Coppa del Mondo, il 20 marzo a Åre in combinata (11º).
Ai Mondiali di Vail 1989 fu 15º nella discesa libera e ai XVI Giochi olimpici invernali di Albertville 1992, sua ultima presenza olimpica, si classificò 13º nel supergigante e non completò la combinata; ai Mondiali di Morioka 1993 arrivò 21º nella discesa libera, suo ultimo piazzamento iridato, e si ritirò durante la stagione 1993-1994: il suo ultimo piazzamento agonistico fu il 48º posto ottenuto nella discesa libera di Coppa del Mondo disputata il 29 gennaio a Chamonix.

### Altre attività
Dopo il ritiro completò gli studi e assunse incarichi dirigenziali a Wall Street e presso aziende di servizi sanitari.

## Palmarès

### Coppa del Mondo
- Miglior piazzamento in classifica generale: 65º nel 1992

### Campionati statunitensi
- 1 medaglia (dati parziali):
  - 1 oro (discesa libera[2] nel 1989)